# Isatis buschiorum
Isatis buschiorum är en korsblommig växtart som beskrevs av Hovh. Isatis buschiorum ingår i släktet vejdar, och familjen korsblommiga växter. Inga underarter finns listade i Catalogue of Life.